# RS-27
RS-27 – amerykański silnik rakietowy zasilany paliwem ciekłym, produkowany przez Rocketdyne i wykorzystywany do zasilania pierwszych stopni rakiet Delta 2000, Delta 3000, Delta 5000, a także pierwszej serii rakiet Delta II (6000). 
Silnik ten jest technologicznym rozwinięciem silnika H-1, używanego do napędzania rakiet Saturn I oraz Saturn IB. Powstał w celu zastąpienia silników MB-3, wykorzystywanych we wcześniejszych wersjach rakiet Delta. W późniejszych latach na bazie RS-27 zostały zbudowane silniki RS-27A, przeznaczony dla rakiet Delta II (7000) oraz Delta III, a także RS-56, wykorzystywany w rakietach Atlas II.